# 西官营镇
西官营镇，是中华人民共和国辽宁省朝阳市北票市下辖的一个乡镇级行政单位。

## 行政区划
西官营镇下辖以下地区：
西官营村、白家石厂村、松台沟村、大巴里村、扣卜营村、勿拉汗村、梁杖子村、西山嘴村、唐杖子村、尹杖子村、韩杖子村和河北村。